# گرندویو، شهرستان همیلتون، اوهایو
گرندویو (به انگلیسی: Grandview) یک منطقهٔ مسکونی در ایالات متحده آمریکا است که در شهرستان همیلتون، اوهایو واقع شده‌است. گرندویو ۱۲٫۱ کیلومتر مربع مساحت و ۱٬۴۶۶ نفر جمعیت دارد.